# 北輪内郵便局
北輪内郵便局（きたわうちゆうびんきょく）は、三重県尾鷲市にある郵便局。民営化前の分類では無集配特定郵便局であった。

## 概要
住所：〒519-3811 三重県尾鷲市三木里町311-3
かつては集配郵便局であったが、2006年（平成18年）に集配業務を尾鷲郵便局へ移管し無集配郵便局となった。

## 沿革
- 1918年（大正7年）3月30日 - 開局。
- 1974年（昭和49年）2月27日 - 電話交換業務を尾鷲電報電話局に移管[2]。
- 1975年（昭和50年）3月26日 - 和文電報配達業務を賀田電報電話局に移管。
- 1978年（昭和53年） - 現局舎を新設。
- 1985年（昭和60年）7月6日 - 風景入通信日付印の使用を開始。
- 2006年（平成18年）10月1日 - 尾鷲郵便局へ集配業務を移管、無集配局となる[3]。
- 2007年（平成19年）10月1日 - 民営化。
- 2012年（平成24年）10月1日 - 日本郵便株式会社発足。

## 取扱内容
- 郵便、印紙、ゆうパック
- 貯金、為替、振替、振込、国債
- 生命保険、バイク自賠責保険
- ゆうちょ銀行ATM

## 周辺
- 尾鷲市役所 北輪内出張所
- 尾鷲市立三木里小学校
- 三木里海水浴場
- 八十川

## アクセス
- JR紀勢本線 三木里駅から北へ800m（徒歩約10分）
- 尾鷲市ふれあいバスハラソ線 三木里停留所下車
- 国道311号沿い
- 駐車場あり：2台